# Bukkholmen
Ne doit pas être confondu avec Bukkholmen (Bømlo) ou Bukkholmen (Lindås).
Bukkholmen est une île norvégienne dans le comté de Hordaland. Elle appartient administrativement à Fitjar.

## Géographie
Située entre Engesund et Ivarsøyo, au sud , Siglo à l'ouest et Selbjørnsfjorden (nn) au nord, elle s'étend sur environ 150 m de longueur pour une largeur approximative de 50 m. Elle comporte une habitation et une jetée.